# Oryctopus
Oryctopus is een geslacht van rechtvleugeligen uit de familie Stenopelmatidae. De wetenschappelijke naam van dit geslacht is voor het eerst geldig gepubliceerd in 1888 door Brunner von Wattenwyl.

## Soorten
Het geslacht Oryctopus omvat de volgende soorten:
- Oryctopus bolivari Brunner von Wattenwyl, 1888
- Oryctopus bouvieri Karny, 1935
- Oryctopus lagenipes Karny, 1935
- Oryctopus prodigiosus Bolívar, 1900
- Oryctopus sordellii Griffini, 1914